# Phintella vittata
Phintella vittata är en spindelart som först beskrevs av Koch C.L. 1848 [1846.  Phintella vittata ingår i släktet Phintella och familjen hoppspindlar. Inga underarter finns listade i Catalogue of Life.